# Medieș-Vii, Satu Mare
Medieș-Vii este un sat în comuna Medieșu Aurit din județul Satu Mare, Transilvania, România.

 Acest articol despre o localitate din județul Satu Mare este deocamdată un ciot. Puteți ajuta Wikipedia prin completarea lui.